# Kościół Ewangeliczny „Filadelfia”
Kościół Ewangeliczny „Filadelfia” (hiszp. Iglesia Evangélica Filadelfia) – odłam protestantyzmu założony ok. 1950 roku we Francji, który w latach sześćdziesiątych i siedemdziesiątych szybko rozprzestrzenił się w Hiszpanii szczególnie wśród społeczności romskiej. Liturgia Kościoła Ewangelicznego „Filadelfia” łączy elementy kultury romskiej ze spontanicznością zielonoświątkową.
Kościół Ewangeliczny „Filadelfia” liczy w Hiszpanii około 200 tysięcy wiernych w ponad 1000 zborach.